# 海靈無人機
海靈無人機（英語：Lockheed Martin Sea Ghost）是由洛克希德·馬丁所研發的無人戰鬥航空載具(UCAV)試驗機。該機曾用於參與美國海軍的無人艦載空中偵查與打擊機(UCLASS)競標案。

## 歷史
2013年8月14日，洛克希德．馬丁獲得了1500萬美元的合約，用以開發UCLASS計畫的原型機。波音、通用原子與諾斯洛普．格魯曼公司也獲得了相同金額的合約，以開發他們自己的原型機。
2014年4月初，美國海軍為UCLASS計畫發布了需求建議書（RFP），要求參與計畫的各個廠商開發一款具有偵查與打擊能力的空中載具，並可藉由升級方案來獲得新的能力。這些能力包括進行空中加油，或擔任無人加油機。
2016年初，UCLASS計畫被改為CBARS計畫，載具所需執行的任務也從偵查打擊改為更初階的任務，主要是作為空中加油機。雖然此一改動被認為是對波音與通用原子公司提出的方案更有利，洛克希德·馬丁仍認為自家提出的無人機方案更加有利。因為其設計在後續升級上更有彈性，且能掛載更多的武器與傳感器，使其在高威脅性環境中執行任務的能力更強大。
2018年8月，美國海軍宣布波音獲得MQ-25計畫的合約。

## 設計
海靈使用了許多來自F-35戰鬥機與RQ-170無人機的技術，例如它採用了為艦載版F-35所開發的抗鏽蝕匿蹤塗層。
洛克希德．馬丁採用飛翼構型的原因不僅是因為他們在這種構型的飛機上已經有相當多的經驗，飛翼還具有結構簡單、易製造、匿蹤等優點，並具有多波段匿蹤能力。
海靈計畫搭載開放式架構的航電系統，使其可視任務需求搭載不同模組。同時，該機可自動執行任務，極大的降低了人力需求。據洛克希德．馬丁公司稱，單一操作員將可同時操作多台無人機。
雖然海靈具備一定的續航力與攻擊能力，但它無法像A-6闖入者式攻擊機一樣攜帶大量載荷執行長程攻擊任務。若使其搭載過多負載或飛行過長距離會影響其效能。